# Твърда пшеница
Твърдата пшеница (Triticum durum) е вид растение от семейство Пшеницови (Triticeae).
Тя е разпространена зърнена култура, създадена чрез изкуствена селекция на двузърнест лимец (Triticum dicoccum) в Централна Европа до Близкия Изток към VII хилядолетие пр. Хр. Това е вторият най-често отглеждан вид пшеница след зимната пшеница (Triticum aestivum) с 5 до 8% от световното производство и е преобладаващият вид в Близкия Изток. Промишлено поризвежданите макаронени изделия се приготвят главно от грис от твърда пшеница.